# Бельцкий троллейбус
Бельцкий троллейбус — система троллейбусного движения в городе Бельцы, северной «столицы» Республики Молдова. Одна из четырёх действующих троллейбусных систем в стране.

## История

Один из первых бельцких троллейбусов, 1973 год

Бельцкий троллейбус является важнейшим видом городского общественного транспорта Бельц. Первый троллейбусный маршрут, Молодово — автовокзал, протяжённостью 15 км, был открыт в 1972 году. 26 августа 1972 года было создано Троллейбусное Управление города Бельцы, которое в 1992 году было реорганизовано в Муниципальное предприятие «Бельцкое Троллейбусное Управление». В первый год работы троллейбусов в Бельцах по улицам курсировали 20 машин. В начале 1990-х годов городская троллейбусная сеть насчитывала пять маршрутов общей протяжённостью 40 км, троллейбусное хозяйство города насчитывало 90 троллейбусов.
Первое обновление парка произошло в 2002 году, был приобретен троллейбус Škoda 14Tr13/6M, следующим обновлением стало приобретение трех троллейбусов АКСМ-20101 (производства Республики Беларусь) в 2004-05 годах. В 2008 году парк был обновлен семью новыми машинами ВМЗ-5298.00 (ВМЗ-375) «Лидер».
В 2013 году Европейским банком реконструкции и развития (ЕБРР) был выдан кредит Бельцам в 3000000 евро на закупку 23 новых троллейбусов. Также ЕБРР выделил грант в 1600000 евро — для улучшения инфраструктуры муниципального предприятия «Троллейбусное направление».
В 2015 году пассажиропоток составил 12 миллионов пассажиров (он вырос на 29 %, в сравнении с перевезёнными в 2014 году).
В 2021 году были закуплены 11 новых машин на автономном ходу.
1 апреля 2021 года в Бельцах были пущены три новых маршрута.
В 2022 году стало известно о планах закупки для Бельц 22 троллейбусов с автономным ходом.
В ноябре 2023 году была привезена 12-я машина на автономном ходу той же модели.
Летом 2024 прибыли 22 новые машины на автономном ходу.

## Характеристики
Эксплуатационная длина троллейбусной сети насчитывает 63,2 километра.
Средняя эксплуатационная скорость движения троллейбусов на маршрутах составляет 30 километров в час.
Сеть обеспечивается четырьмя тяговыми электрическими подстанциями. Источником энергоснабжения является общая энергосистема муниципия.
Оператором системы является Бельцкое троллейбусное управление (МПТУ).
Численность работников — 350 человек.

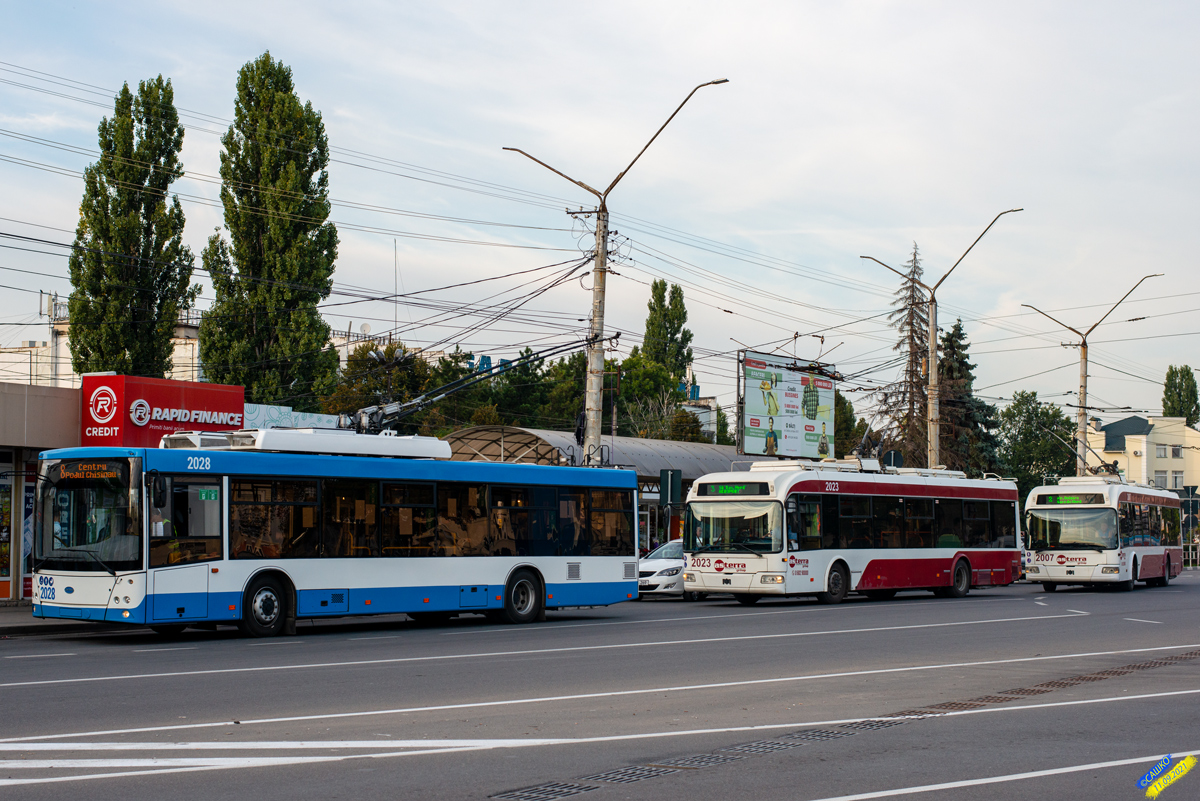
Троллейбусы на улицах города

## Маршруты
В 2021 году после получения партии троллейбусов с автономным ходом были открыты новые маршруты № 4, 6, 7, 8.
В 2022 году были открыты кольцевой маршрут 2A и маршрут 2C, связавший центр города с улицей Сорокской.
В 2024 году был открыт 10 маршрут связывающий Новые Бельцы и Северный вокзал.
1 июля 2025 года маршруты 2С и 2А были переименованы в 8 и 9 соответственно.
Дальнейшее развитие сети троллейбусных маршрутов города Бельцы планируется только на основе троллейбусов, использующих автономный ход на аккумуляторах. Строительство новых троллейбусных линий в городе не планируется. 
По состоянию на март 2025 года, в городе работают 9 троллейбусных маршрутов. Всего в городе на линиях максимум выходят до 40 троллейбусов.
Время работы маршрутов с 5.30 до 23.20.
Ниже приведена сводная таблица троллейбусных маршрутов (выпуск указан по рабочим дням). Актуальность данных — март 2025 г.
| Номер | Номер                                                 | В эксплуатации         | Длина   | Количество остановок | Количество обслуживающих машин | Примечания |
| ----- | ----------------------------------------------------- | ---------------------- | ------- | -------------------- | ------------------------------ | ---------- |
| 1     | Микрорайон «Молодово» — Аэропорт                      | 1972 — н.в.            | 16,8 км | 30 (на маршруте)     | 5                              |            |
| 2     | Микрорайон Дачия- Северный вокзал                     | 1972 — н.в.            | 16 км   | 32 (на маршруте)     | 7                              |            |
| 3     | Проспект Победы — Аэропорт                            | 1972 — н.в.            | 15.5 км | 28 (на маршруте)     | 10                             |            |
| 4     | Ул. Лесечко — Памятник «Гостеприимство»               | 2014-2016. 2021 — н.в. | 19 км   | 24                   | 5                              |            |
| 6     | Новое кладбище — Проспект Победы — Северный вокзал    | 2021 — н.в.            | 15,4 км | 24                   | 2                              |            |
| 7     | Ул. Болгарская — с. Елизаветовка                      | 2021 — настоящее время | 27 км   | 24                   | 1                              |            |
| 8     | Центр — Ул. Сорокская                                 | 2022 — н.в.            | 8,5 км  | 16                   | 1                              |            |
| 9     | Троллейбусное управление — Северный вокзал (по кругу) | 2022 — н.в.            | 11,3 км | 21                   | 3                              | Кольцевой  |
| 10    | Новые Бельцы — Северный вокзал                        | 2024 — настоящее время | 15,4 км | 24                   | 3                              |            |

- Маршрут № 6 работает до кладбища по выходным дням до 17 часов. В остальное время он работает до Мясокомбината[источник не указан 55 дней].

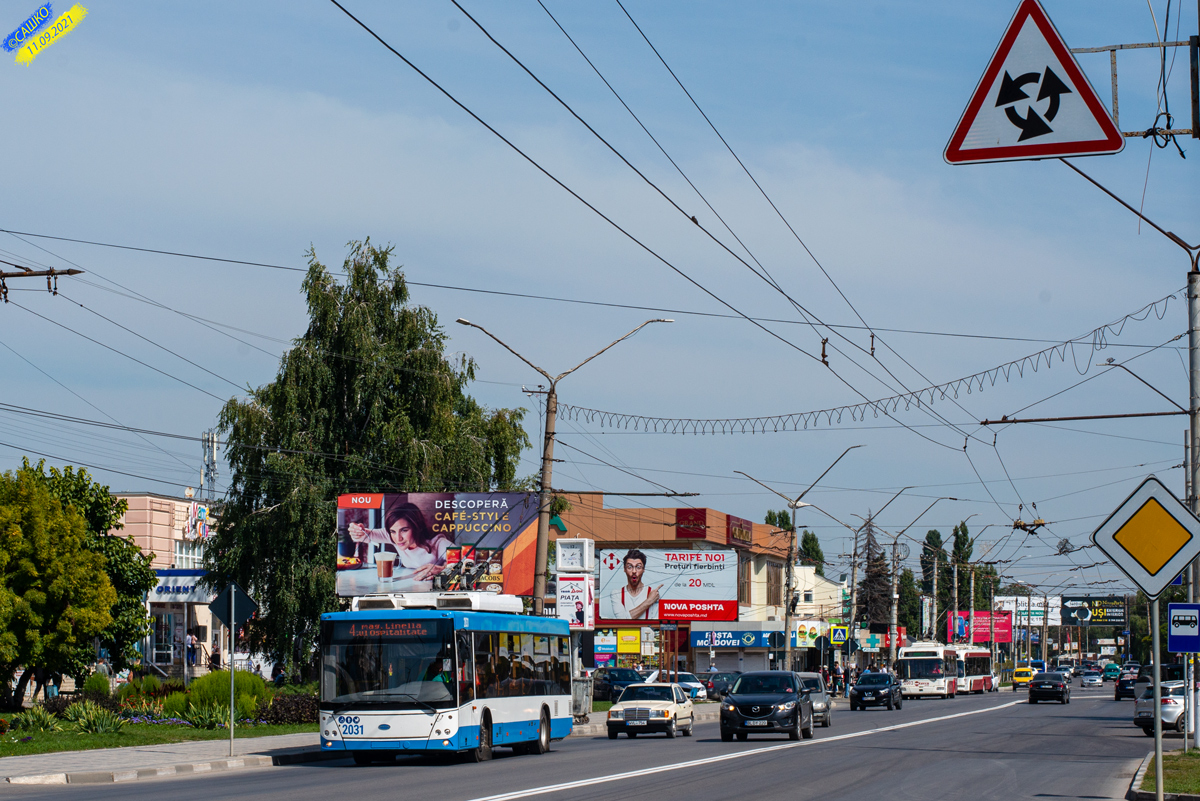
Троллейбусы на улицах города

## Перспективы
24 июня 2025 года муниципальный Совет Бельц утвердил решение о скором расширении троллейбусной сети города. Согласно постановлению Совета, будут введены два новых маршрута. Троллейбус №5 соединит 8-й квартал и Северный вокзал, будет следовать по проспекту Победы через Центр, и он ожидается после завершения ремонта на одной из улиц по пути следования. Троллейбус №11 соединит село Садовое и микрорайон Молодово через Центр, и он ожидается после того, как будут закончены местные работы в Садовом.

## Подвижной состав

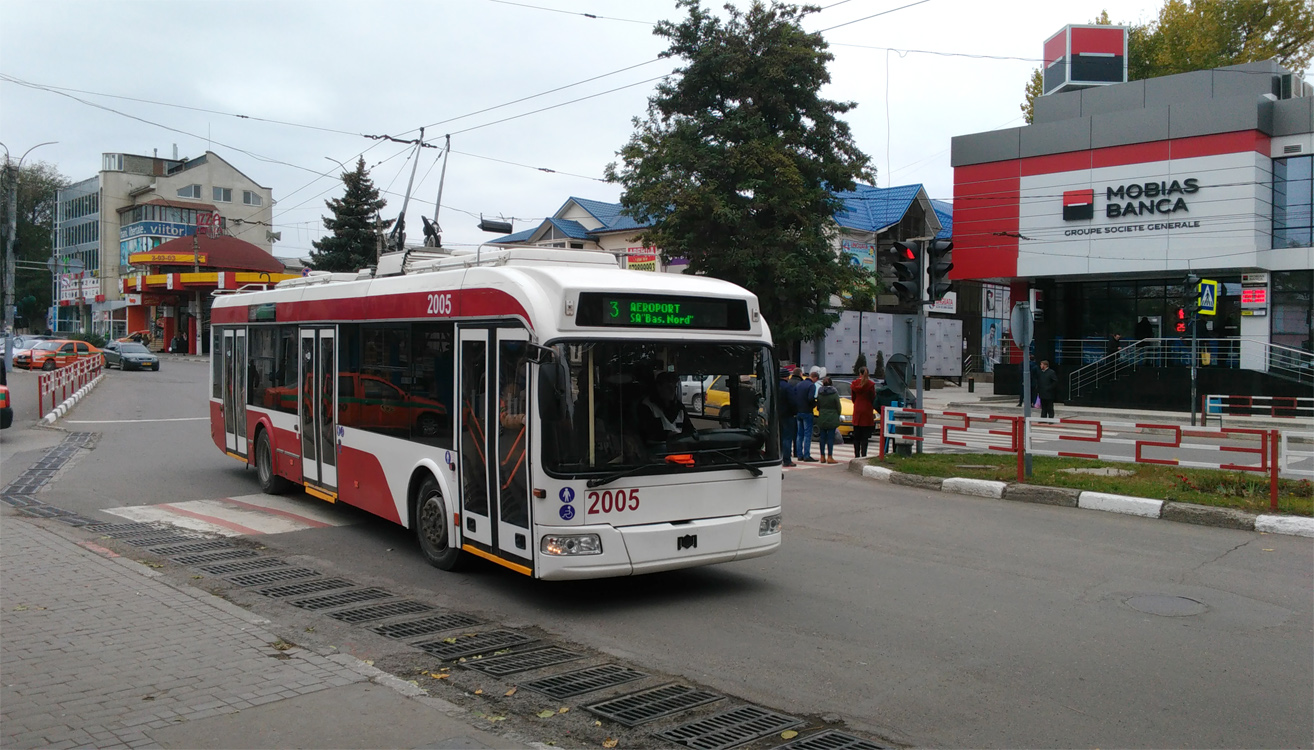
Троллейбус БКМ-321

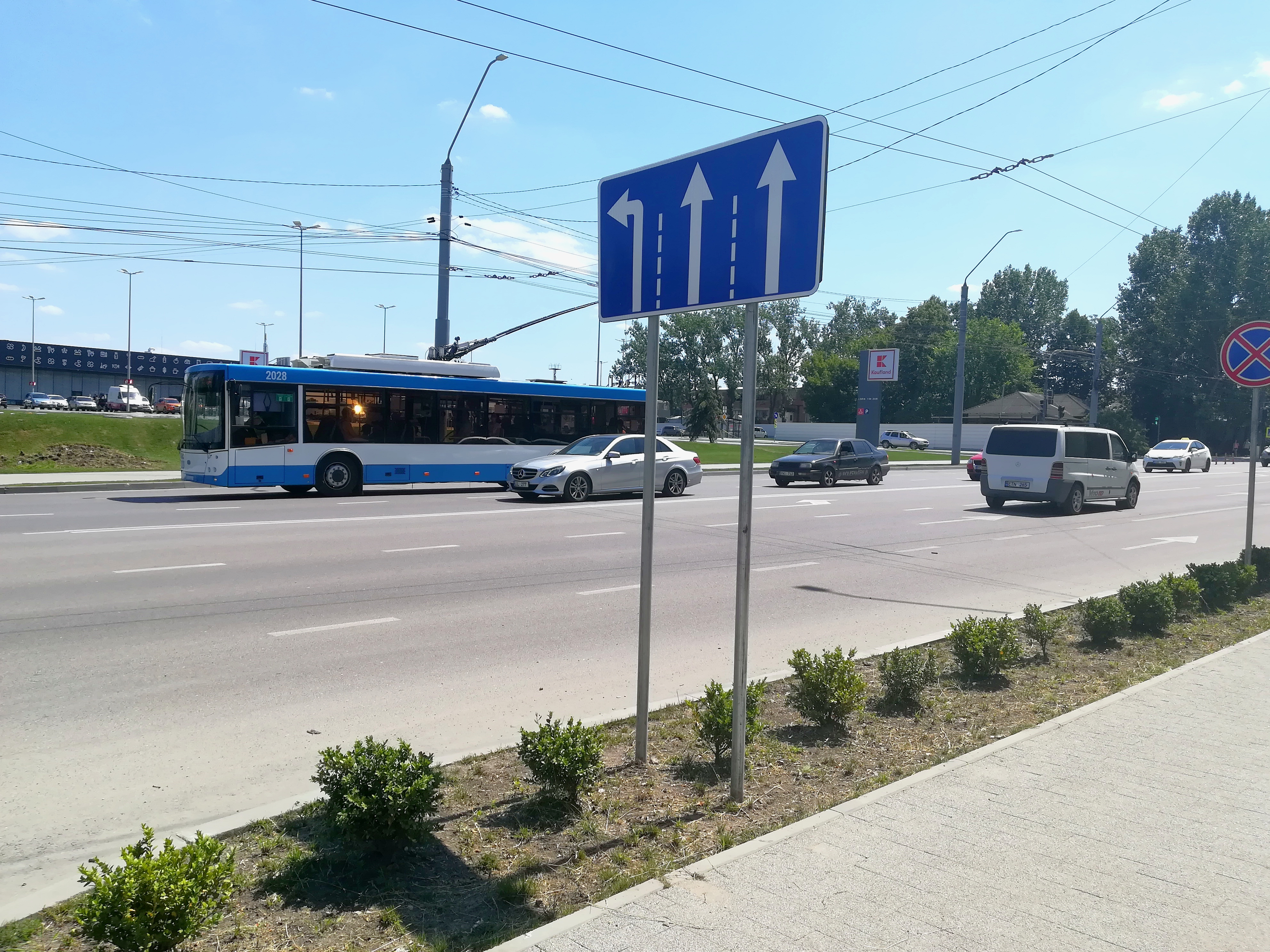
Троллейбус МАЗ-203Т

По состоянию на сентябрь 2024 г. списочная численность троллейбусов МП «Троллейбусное управление г. Бельцы» составляет 72 единицы, из которых 15 выведены из эксплуатации либо используются как учебные/рабочие
В настоящий момент[какой?] в системе эксплуатируются следующие модели троллейбусов:
- Дніпро Т203 совместного производства украинского производителя «Литан» и белорусского завода «МАЗ» (34 ед. 2021-24 г. выпуска);
- БКМ-321 «Сябар» белорусского завода «Белкоммунмаш» (23 ед. 2014 года выпуска).